# Нікольська Тетяна Миколаївна
Тетяна Миколаївна Нікольська (14 серпня 1919, Самара, РРФСР — 8 жовтня 2001, Москва
) — радянська і російська вчена, археолог, кандидат історичних наук, співробітниця Інституту археології АН СРСР.

## Життєпис
Народилася в сім'ї театральних працівників. Середню школу закінчила в селищі Малаховка Московської області, де родина жила з 1928 року. 1941 року закінчила історичний факультет МДУ ім. М. В. Ломоносова. Після закінчення університету за розподілом поїхала в Сиктивкар, де працювала науковою співробітницею в краєзнавчому музеї. Потім завідувала відділом археології цього музею. 1946 року закінчила аспірантуру Інституту історії матеріальної культури і була співробітницею цього інституту до виходу на пенсію 1989 року.

## Наукова діяльність
Кандидатську дисертацію захистила 1947 року за темою «Кургани Верхнього Поволжя Х—ХІІІ ст.». Від 1940 року, ще студенткою, була учасницею археологічних експедицій у Московській і Новгородській областях. А від 1948 року вела самостійні розкопки в Новгородській, Калузькій, Курська, Орловській областях. Археологічна діяльність тісно пов'язана з Орловським обласним краєзнавчим музеєм. Основна наукова спеціалізація спрямована на вивчення давньоруських археологічних пам'яток басейну Оки на Орловщині. Своєрідність верхньоокських пам'яток дозволила виділити їх в окрему групу. Дані, отримані, від розкопок поселень східних слов'ян вона зіставляла з різними літописними матеріалами окських племен.
Протягом 1952—1953 років вела розкопки городища і курганів біля села Шуклинка поблизу сучасного Курська. Від 1959 року проводила розкопки городищ Кудеярова Гора і Лиса Гора в Курській області. Протягом наступних років займалася фундаментальним вивченням археологічних пам'яток Окського басейну. Відомі розкопки городищ і курганів: Серенськ Калузька область, Слобідка на річці Навлі (передбачуване місто Болдиж), Кроми, Воротинцево (Новосильський район) (передбачуване місто Воротинськ), Новосильське, Мценське, Синюково (на річці Чернь) Тульської області, біля села Гать Орловського району, Свинухово, Борилово (Болховський район) та багато інших. На території Орловської області протягом 1950-х років було обстежено 49 пам'яток археології.
Деякі відомі роботи Т. М. Нікольської: «Городище Слобідка XII—XIII ст. До історії давньоруського містобудування в Землі в'ятичів», «Земля Вятичів. До історії населення басейну верхньої і середньої Оки в IX—XIII ст.». Робота «Культура племен басейну верхньої Оки в I тисячолітті н. е.» досі є основною історії верхньоокської культури. Підсумком робіт стала класифікація архітектурних пам'яток, об'єднання їх у хронологічні групи, час виникнення городищ і селищ, докладний опис курганів, вдалося показати своєрідність культури племен басейну верхньої Оки і зробити висновок, що культура верхньоокських племен ближча до культури племен давніх балтів басейну верхнього Дніпра, ніж угро-фінів верхньої Волги. Обстеження городищ показали, що в XII—XIII ст. на вятицькій землі відбувається розквіт матеріальної і духовної культури населення, пов'язаний з розвитком польового землеробства, ремесел, торгівлі.

## Основні роботи

### Монографії
- Никольская Т. Н. Городище слободка XII—XIII вв.: К истории древнерусского градостроительства в земле вятичей. — М.: Наука, 1987. — 187 с.
- Никольская Т. Н. Земля вятичей: К истории заселения бассейна верхней и средней Оки в IX—XIII вв. — М.: Наука, 1981. — 296 с.
- Никольская Т. Н. Культура племён бассейна Верхней Оки в I тысячелетии н. э. / Материалы и исследования по археологии СССР. Том 72. — М.-Л.: Академия наук СССР, 1959. — 150 с.

### Статті вКПІІМК/КПІА[ru]
| - Никольская Т. Н. Археологические исследования в Орловской области // Краткие сообщения Института истории материальной культуры. — М.-Л.: Академия наук СССР, 1954. — Вып. 53. — С. 91—104. - Никольская Т. Н. Археологические раскопки в 1961—1962 гг. в Калужской области // Краткие сообщения Института археологии. — М.: Наука, 1964. — Вып. 102. — С. 75—81. - Никольская Т. Н. Военное дело в городах земли вятичей (по материалам древнерусского Серенска) // Краткие сообщения Института археологии. — М.: Наука, 1974. — Вып. 139. — С. 34—42. - Никольская Т. Н. Городище у деревни Свинухово // Краткие сообщения Института истории материальной культуры. — М.-Л.: Академия наук СССР, 1953. — Вып. 49. — С. 86—96. - Никольская Т. Н. Древнерусский Серенск — город вятических ремесленников // Краткие сообщения Института археологии. — М.: Наука, 1971. — Вып. 125. — С. 73—81. - Никольская Т. Н. К истории древнерусского города Серенска // Краткие сообщения Института археологии. — М.: Наука, 1968. — Вып. 113. — С. 108—116. - Никольская Т. Н. К этнической истории бассейна Верхней Оки // Краткие сообщения Института археологии. — М.: Наука, 1966. — Вып. 107. — С. 9—16. - Никольская Т. Н. Курганы Верхней Волги X—XIII вв. // Краткие сообщения Института истории материальной культуры. — М.-Л.: Академия наук СССР, 1948. — Вып. 23. — С. 102—104. - Никольская Т. Н. Новые данные к истории Серенска // Краткие сообщения института археологии. — М.: Наука, 1986. — Вып. 187. — С. 41—51. - Никольская Т. Н. О летописных городах в земле вятичей // Краткие сообщения института археологии. — М.: Наука, 1972. — Вып. 129. — С. 3—13. | - Никольская Т. Н. О поселениях раннего железного века в бассейне Десны и Верхней Оки // Краткие сообщения Института археологии. — М.: Наука, 1969. — Вып. 119. — С. 14—23. - Никольская Т. Н. Работа Верхнеокской археологической экспедиции (1960—1961 гг.) // Краткие сообщения Института археологии. — М.: Академия наук СССР, 1963. — Вып. 96. — С. 25—31. - Никольская Т. Н. Раскопки Серенского городища в 1969 году // Краткие сообщения Института археологии. — М.: Наука, 1973. — Вып. 135. — С. 80—85. - Никольская Т. Н. Сельские поселения земли вятичей // Краткие сообщения Института археологии. — М.: Наука, 1977. — Вып. 150. — С. 3—10. - Никольская Т. Н. Хронологическая классификация верхневолжских курганов // Краткие сообщения Института истории материальной культуры. — М.-Л.: Академия наук СССР, 1949. — Вып. 30. — С. 31—41. - Никольская Т. Н. Шуклинское городище // Краткие сообщения Института истории материальной культуры. — М.: Академия наук СССР, 1958. — Вып. 72. — С. 66—76. - Никольская Т. Н. Этнические группы Верхнего Поволжья XI—XIII вв. // Краткие сообщения Института истории материальной культуры. — М.-Л.: Академия наук СССР, 1949. — Вып. 24. — С. 78—83. - Никольская Т. Н., Полубояринова М. Д. Раскопки древнерусских городищ Орловской области // Краткие сообщения Института археологии. — М.: Наука, 1967. — Вып. 110. — С. 63—72. - Борисевич Г. В., Никольская Т. Н. Один из памятников древнерусского градостроительства // Краткие сообщения Института археологии. — М.: Наука, 1978. — Вып. 155. — С. 19—25. |

### Статті в інших виданнях
- Никольская Т. Н. Воротынск // Древняя Русь и славяне. — М.: Наука, 1978. — С. 118—128.
- Никольская Т. Н. Городище у дер. Николо-Ленивец (Раскопки 1954—1958 гг.) // Советская археология. — 1962. — № 1. — С. 221—240.
- Никольская Т. Н. Древнерусские городища на территории вятичей // Археологические открытия 1965 года. — М.: Наука, 1966. — С. 171—173.
- Никольская Т. Н. Древнерусское селище Лебедка // Советская археология. — 1957. — № 3. — С. 176—197.
- Никольская Т. Н. К вопросу о феодальных «замках» в земле вятичей // Культура древней Руси. — М.: Наука, 1966. — С. 184—190.
- Никольская Т. Н. К истории домостроительства у племен бассейна Верхней Оки (с середины I тысячелетия до н. э. до середины I тысячелетия н. э.) // Древние славяне и их соседи. — М.: Наука, 1970.
- Никольская Т. Н. К исторической географии земли вятичей // Советская археология. — 1972. — № 4. — С. 158—170.
- Никольская Т. Н. К пятисотлетию «стояния на Угре» // Советская археология. — 1980. — № 4. — С. 102—119.
- Никольская Т. Н. Кузнецы железу, меди и серебру от вятич // Славяне и Русь. — М.: Наука, 1968. — С. 122—132.
- Никольская Т. Н. Литейные формочки древнерусского Серенска // Культура средневековой Руси. — Л.: Наука, 1974. — С. 40—46.
- Никольская Т. Н. Литейные формочки с надписями из древнерусского города Серенска // Советская археология. — 1974. — № 1. — С. 237—240.
- Никольская Т. Н. Раскопки на городище Спас-Городок // Археологические открытия 1979 года. — М.: Наука, 1980. — С. 67—68.
- Никольская Т. Н. Редкая находка из Серенска // Древности славян и Руси. — М.: Наука, 1988. — С. 45—47.